# 8 Komenda Odcinka Cybinka

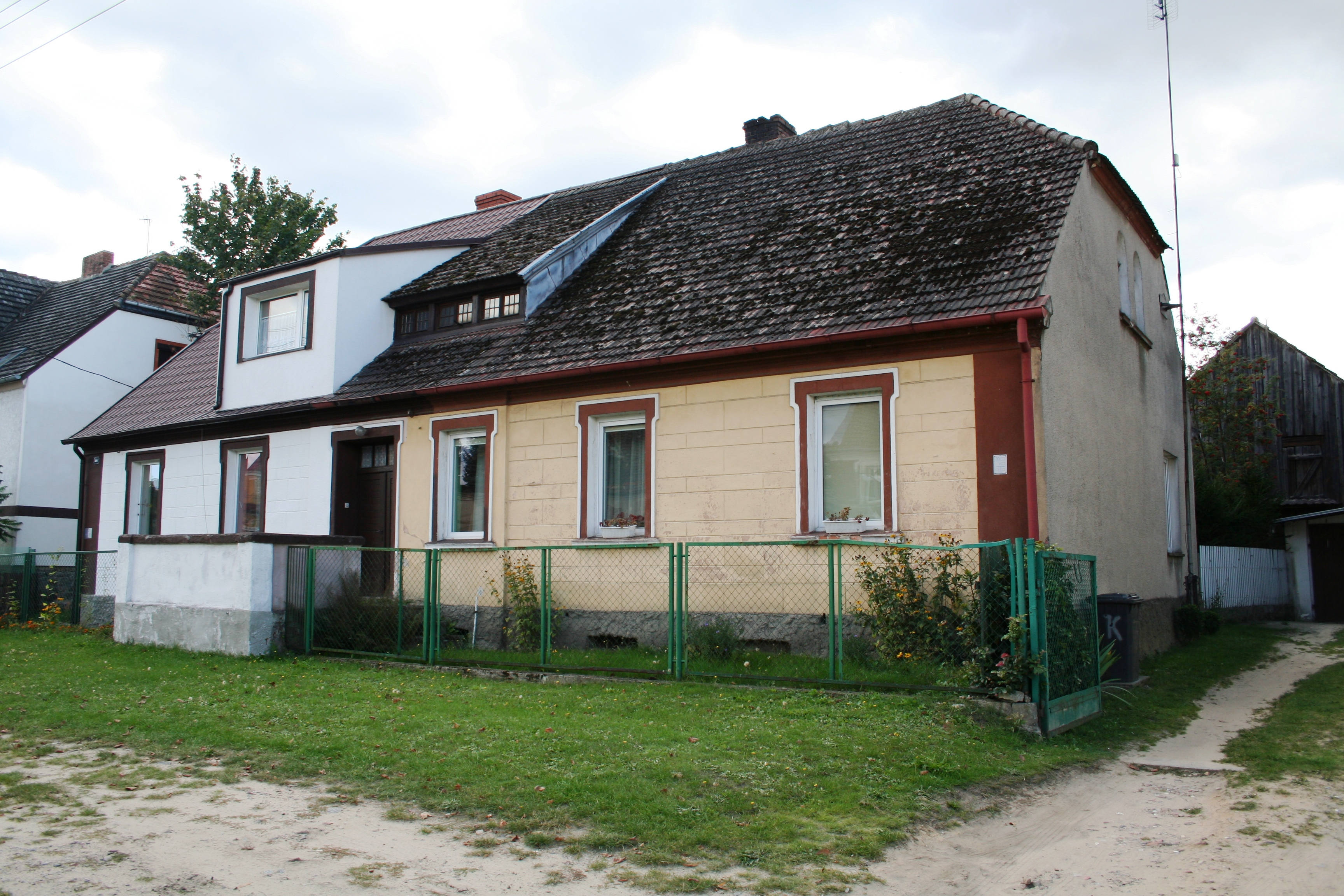
Budynek komendantury

8 Komenda Odcinka Cybinka – samodzielny pododdział Wojsk Ochrony Pogranicza.
8 Komenda Odcinka sformowana została w 1945 w strukturze organizacyjnej 2 Oddziału Ochrony Pogranicza. We wrześniu 1946 odcinek wszedł w skład Poznańskiego Oddziału WOP nr 2.
Rozkazem Naczelnego Dowództwa Wojska Polskiego nr 077/Org. z 13 lutego 1947 nakazano przeprowadzenie zmian w strukturze organizacyjnej WOP. Rozformowano wówczas 8 komendę odcinka oraz 37 i 38 strażnicę. Pozostałe strażnice weszły w podporządkowanie 9 komendy odcinka w Słubicach.

## Struktura organizacyjna
Dyslokacja 8 Komendy Odcinka Cybinka w 1947 przedstawiała się następująco:
- Komendantura odcinka nr 6 – Cybinka
- 36 strażnica – Rapczyn (Rąpice)
- 37 strażnica – Kłopot
- 38 strażnica – Grzmiąca
- 39 strażnica – Przyrzecze (Odra, Rybojedzko)
- 40 strażnica – Urad

## Dowódcy odcinka
- mjr Kazimierz Wańkowicz[4] (30.11.1945 – ?)